# 小林恭二
小林 恭二（こばやし きょうじ、1957年11月9日 - ）は、日本の小説家、俳人。専修大学文学部教授。
メタ・フィクション的なユーモアに富んだ作風で知られる。

## 人物
兵庫県西宮市生まれ。神戸製鋼専務取締役を務めた小林俊夫を父に持つ。父は奇矯な人物で、第一高等学校在学時代に橋川文三と親友になり、1970年三島由紀夫が自殺した際、橋川が小林の父のところへ来たという。
東京大学文学部美学芸術学専修課程卒業。同学科に宮城聰がいた。東京大学在学中には東大学生俳句会に所属し、のちに『俳句という遊び』『短歌パラダイス』といった著作で、「句会」「歌会」の楽しさを一般に紹介する。
1984年に『電話男』第3回海燕新人文学賞を受賞してデビュー。1985年には「小説伝」が第94回芥川賞候補となった。
1998年、第11回三島由紀夫賞を『カブキの日』で受賞。その前には作家廃業を考え、筒井康隆に相談して慰留されたという。
2004年専修大学教授となる。
筒井康隆、堀晃、薄井ゆうじ、佐藤亜紀との5名で、「JALInet」(JAPAN LITERATURE net)を創設。

## 著書

### 小説
- 『電話男』福武書店、1985　のち文庫、ハルキ文庫
- 『小説伝・純愛伝』福武書店、1986　のち文庫
- 『ゼウスガーデン衰亡史』福武書店、1987 のち文庫、ハルキ文庫
- 『半島記・群島記』新潮社、1988
- 『荒野論』福武書店、1991　のち文庫
- 『悪夢氏の事件簿』集英社、1991　のち文庫
- 『瓶の中の旅愁』福武書店、1992 のち文庫
- 『日本国の逆襲』新潮社、1992 のち文庫
- 『浴室の窓から彼女は』角川書店 1992
- 『短篇小説』集英社 1994
- 『邪悪なる小説集』岩波書店 1996
- 『カブキの日』新潮社、1998 のち文庫
- 『父』新潮社、1999 のち文庫
- 『首の信長』集英社、2000
- 『モンスターフルーツの熟れる時』新潮社、2001
- 『したたるものにつけられて』角川ホラー文庫、2001
- 『宇田川心中』中央公論新社、2004　のち文庫
- 『本朝聊斎志異』集英社 2004
- 『新釈四谷怪談』集英社新書 2008
- 『麻布怪談』文藝春秋、2009

### 評論・エッセイ
- 『実用青春俳句講座』福武書店、1988　のちちくま文庫
- 『俳句という遊び』岩波新書、1991
- 『春歌 小林恭二初期句集』リブロポート、1991
- 『酒乱日記』平凡社 1993
- 『俳句という愉しみ』岩波新書 1995
- 『猿蓑倶楽部 激闘!ひとり句会』朝日新聞社 1995
- 『短歌パラダイス』岩波新書、1997
- 『数寄者日記 無作法御免の茶道入門!』淡交社、1997
- 『悪への招待状 幕末・黙阿弥歌舞伎の愉しみ』集英社新書 1999
- 『歌舞伎通』淡交社 2004
- 『心中への招待状 華麗なる恋愛死の世界』文春新書 2005
- 『この俳句がスゴい!』角川学芸出版、2012
- 『これが名句だ!』角川俳句ライブラリー 2014

## テレビ出演
- TV2教育（フジテレビ）
- たほいや（フジテレビ）
- 未来潮流（1997年1月11日、NHK教育テレビ）
- 課外授業 ようこそ先輩（2000年7月9日、NHK総合テレビ）